# هيلج جاكوبسن
هيلج جاكوبسن هو دراج دنماركي، ولد في 2 يناير 1915 في كوبنهاغن في الدنمارك، وتوفي في 2 أغسطس 1974 في هارنوساند في السويد.

## وصلات خارجية
- هيلج جاكوبسن على موقع أرشيف الدراجات (الإنجليزية)
- هيلج جاكوبسن على موقع أوليمبيديا (الإنجليزية)